# 湖南应用技术学院
28°59′22″N 111°41′31″E / 28.989335°N 111.691883°E
湖南应用技术学院位于湖南省常德市鼎城区善卷路，是湖南省一所高等本科大学。

## 学校院系
湖南应用技术学院拥有6个学院，1个部，本科专业15个，专科专业25个。

### 学院
信息工程学院、外国语学院, 设计艺术学院、机电工程学院、农林科技学院、经济管理学院、继续教育学院

### 部
公共课部

## 学校文化

### 校训
修业进德，笃信砺志

### 校刊
《同德简讯》是湖南同德职业学院官方刊物。

## 校园建筑
- 善德塔，仿照浮屠建筑的中式古塔
- 潜心湖，靠近公寓楼，湖中养殖淡水鱼，湖中心位置有亭一座

## 荣誉
湖南同德职业学院曾先后荣获“全国温暖工程先进单位”、“湖南省职业教育先进单位”、"湖南省园林式单位"、"湖南省文明卫生单位"、“湖南毕业生就业工作先进单位”等荣誉称号。